# Stanisław Wojciechowicz Hladowicki
Stanisław Wojciechowicz Hladowicki herbu Prus – sędzia grodzki grodzieński w 1578 roku, pisarz grodzki grodzieński w latach 1567-1569.
Poseł na sejm 1570 roku z województwa trockiego.